# Detmold

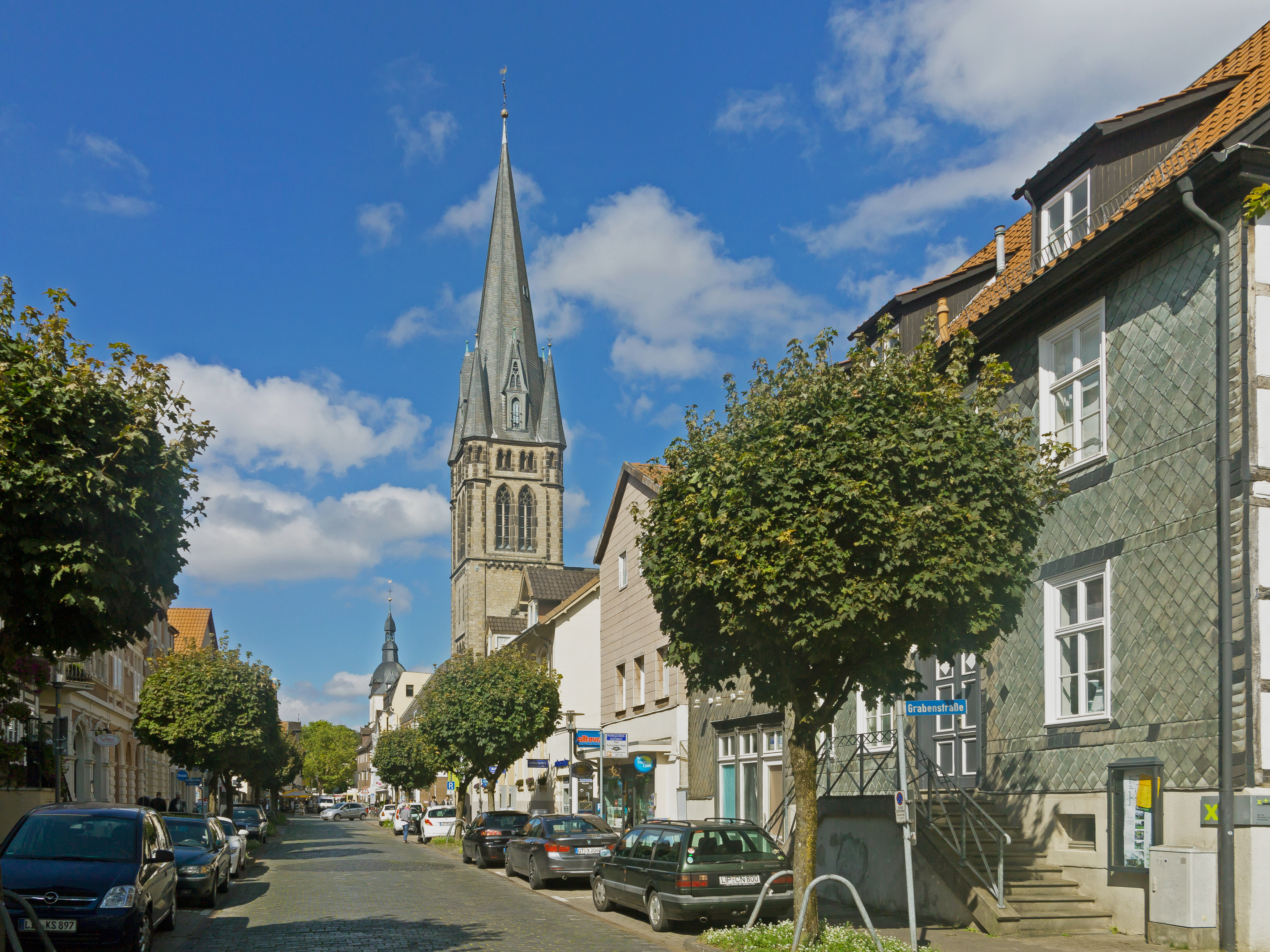
El torre de la iglesia (Martin Luther Kirche) en la calle

Detmold (pronunciación en alemán: /ˈdɛtmɔlt/ⓘ) es una ciudad alemana de la Región de Detmold ubicada al norte del estado federado de Renania del Norte-Westfalia. Se halla a casi 100 km al sudoeste de Hannover y casi a 30 km al este de Bielefeld. La ciudad tiene aproximadamente 74.000 habitantes, lo que convierte a Detmold en una ciudad capital de distrito de las más pobladas, siendo además la mayor en el distrito de Lippe.

## Composición
La ciudad de Detmold se compone de los siguientes barrios: 
Barkhausen, Bentrup, Berlebeck, Brokhausen, Diestelbruch, Herberhausen, Hohenloh, Heidenoldendorf, Heiligenkirchen, Hiddesen, Hornoldendorf, Jerxen-Orbke, Klüt, Loßbruch, Mosebeck, Niederschönhagen, Nienhagen, Niewald, Oberschönhagen, Oettern-Bremke, Pivitsheide V. H., Pivitsheide V. L., Remmighausen, Schönemark, Spork-Eichholz y Vahlhausen.

## Cultura y turismo
En esta ciudad nació el cantante británico Heinz (1942-2000), que a los siete años se mudó con su madre a Southampton (sur de Inglaterra).

### Monumentos
- Hermannsdenkmal
- Externsteine

### Teatro y Escuela Superior

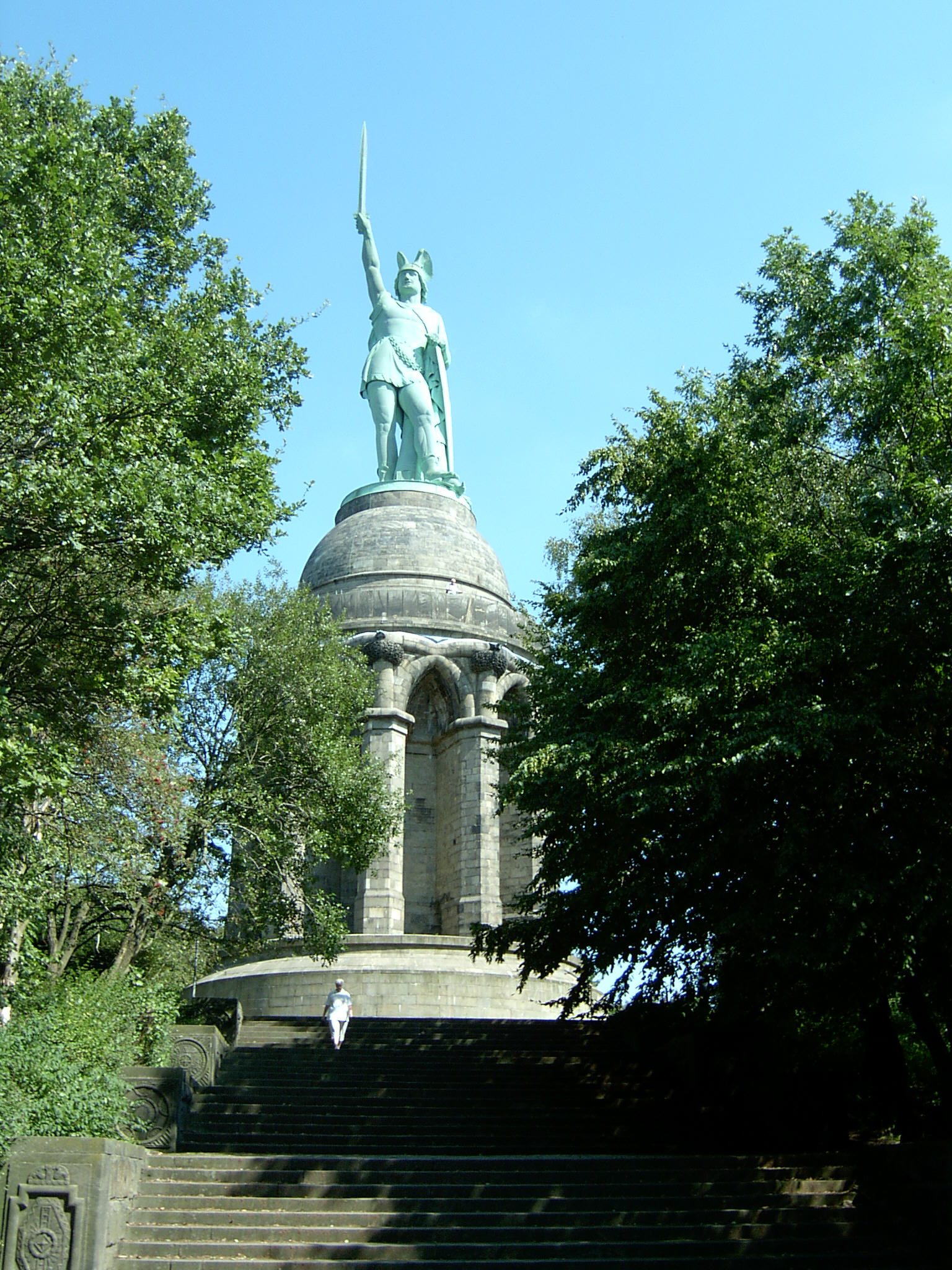
Monumento dedicado a Hermann - Hermannsdenkmal.

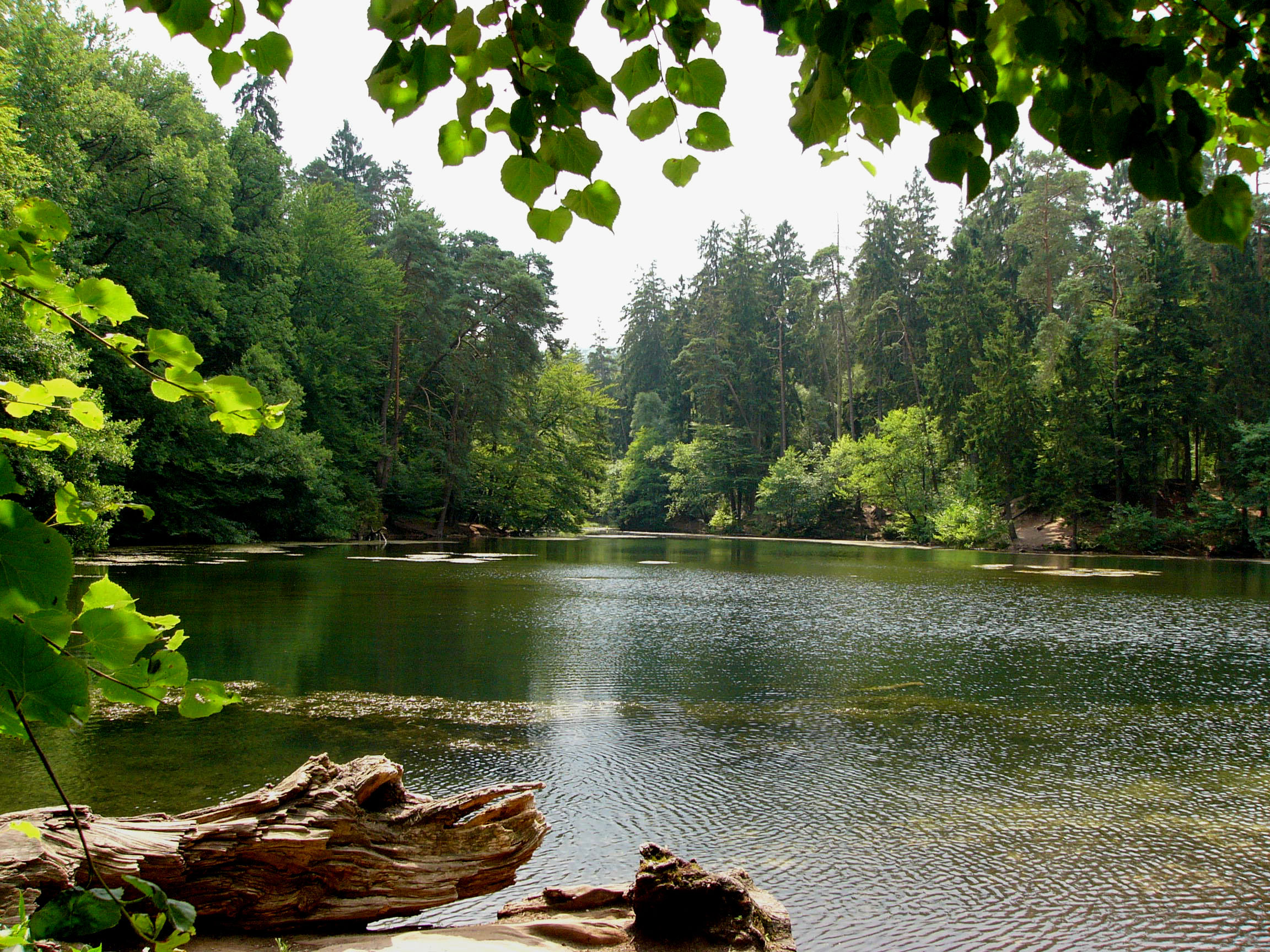
Donoper Teich.

- Landestheater Detmold con las siguientes funciones:
  - Sommertheater Detmold
  - Grabbe-Bühne
- Hochschule für Musik Detmold - conservatorio de la ciudad
- Fachhochschule Lippe und Höxter - Instituto de Lippe y Höxter

### Museos
- Westfälisches Freilichtmuseum - Pueblo-Museo
- Lippisches Landesmuseum

### Construcciones interesantes
- Residencia del príncipe - Fürstliches Residenzschloss Detmold
- Ev.-ref. Erlöserkirche (Marktkirche)
- Ev.-ref. Christuskirche
- Ev.-luth. Martin-Luther-Kirche
- Palacio

## Parques
- Parque del Palacio - Fürstliches Residenzschloss Detmold
- Palaisgarten

## Literatura
- Westfälischer Städteatlas; Band: V; 2. Teilband. Im Auftrage der Historischen Kommission für Westfalen und mit Unterstützung des Landschaftsverbandes Westfalen-Lippe, hrsg. von Heinz Stoob † und Wilfried Ehbrecht. Stadtmappe Detmold, Autor: Herbert Stöwer. ISBN 3-89115-139-X; Dortmund-Altenbeken, 1996.